# Julie Myhre
Julie Myhre (29 luglio 1996) è una fondista norvegese.

## Biografia
Attiva dal gennaio del 2013, la Myhre ai Mondiali juniores di Almaty 2015 ha vinto la medaglia d'oro nella staffetta; in Coppa del Mondo ha esordito l'8 dicembre 2018 a Beitostølen in una 15 km (43ª) e ha conquistato il primo podio il 24 marzo 2023 a Lahti in una sprint a squadre (2ª). Ai Mondiali di Trondheim 2025, suo esordio iridato, si è classificata 7ª nella sprint; non ha preso parte a rassegne olimpiche.

## Palmarès

### Mondiali juniores
- 1 medaglia:
  - 1 oro (staffetta ad Almaty 2015)

### Coppa del Mondo
- Miglior piazzamento in classifica generale: 43ª nel 2020 e nel 2023
- 4 podi (3 individuali, 1 a squadre):
  - 2 secondi posti (1 individuale, 1 a squadre)
  - 2 terzi posti (individuali)